# North American B-25 Mitchell
B-25 Mitchell var et amerikansk to-motors bombefly, der blev brugt under 2. verdenskrig. Flyet blev produceret i mere end 10.000 eksemplarer og anvendt både i Europa og Asien.
Det er bl.a. kendt for at være flyet, der blev brugt under Doolittle-raidet og flyet, der styrtede ind i Empire State Building i 1945.